# 시바타 교카
시바타 교카(일본어: 柴田 杏花, 1999년 8월 30일~)는 일본의 배우이다.